# Gobierno provisional de la República de Polonia
El Gobierno Provisional de la República de Polonia fue creado por el Consejo Nacional del Estado (Krajowa Rada Narodowa) en la noche del 31 de diciembre de 1944.

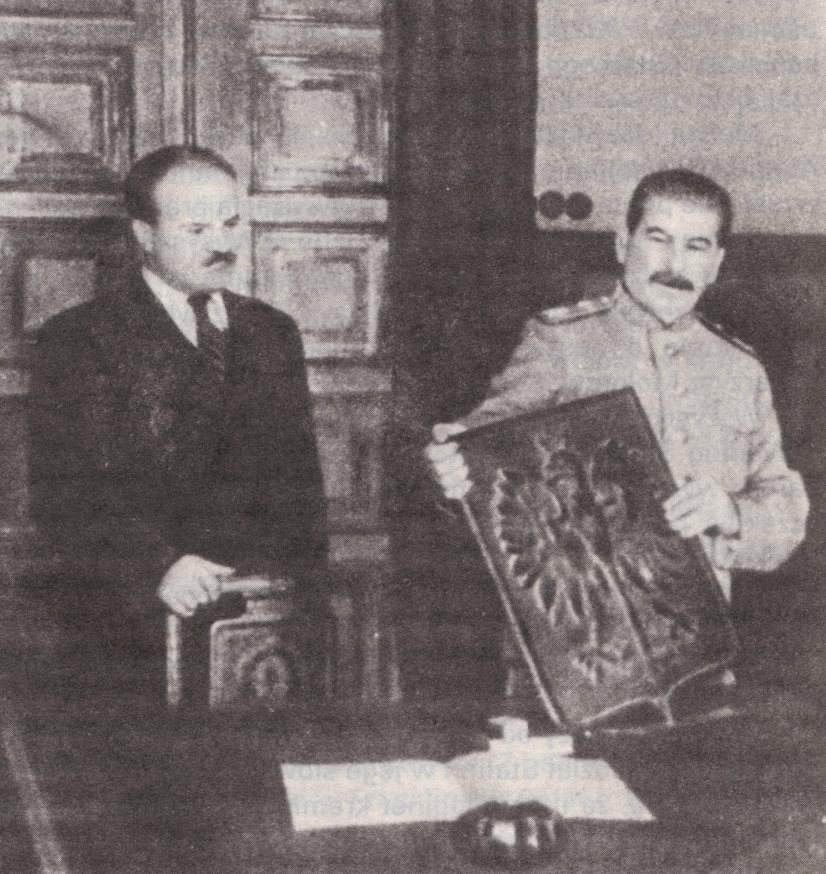
Stalin presentado el escudo de armas de Polonia el 15 de noviembre de 1944.

## Antecedentes
El Gobierno Provisional de la República de Polonia se creó para reemplazar al anterior organismo gubernamental, el Comité Polaco de Liberación Nacional (Polski Komitet Wyzwolenia Narodowego o PKWN) debido a su ubicación en Lublin, el PKWN también se conocía como el "Comité de Lublin". El establecimiento del RTRP fue un paso importante en el fortalecimiento del control del Partido Obrero Polaco y la Unión Soviética en Polonia.

## Historia

### Creación
El 1 de enero de 1945, el Comité Polaco de Liberación Nacional se convirtió en Gobierno Provisional de la República de Polonia. En Londres, el gobierno polaco en el exilio protestó. Emitieron una declaración de que la Unión Soviética se había "apoderado de los derechos políticos soberanos de la nación polaca". Los gobiernos de Winston Churchill y Franklin D. Roosevelt también emitieron una protesta formal, pero no tomaron ninguna otra medida.
El Gobierno Provisional de la República de Polonia no reconoció al gobierno polaco en el exilio y se proclamó a sí mismo como el gobierno legítimo de Polonia. Inicialmente, el RTRP solo fue reconocido oficialmente por la Unión Soviética. Pero antes de la Conferencia de Yalta, Iósif Stalin transmitió su intención a los aliados occidentales de que Polonia estaba bajo el control de la Unión Soviética y que tenía la intención de que siguiera así. El RTRP recibió el control de los territorios polacos tomados por el Ejército Rojo mientras avanzaba hacia el oeste.
El RTRP fue presidido por el anterior primer ministro del PKWN, Edward Osóbka-Morawski. Los vice primeros ministros del RTRP fueron Władysław Gomułka del Partido Obrero Polaco (PPR, Polska Partia Robotnicza) y Stanisław Janusz del Polonia. El ministro de Defensa fue Michał Żymierski. El ministro de Seguridad fue Stanisław Radkiewicz.
El Partido Obrero Polaco declaró que el RTRP sería una coalición, pero en la práctica todos los puestos clave estaban controlados por el PPR. El control semioficial del RTRP fue ejercido por el general soviético Iván Serov. Algunos comunistas polacos, como Władysław Gomułka y Edward Ochab, se opusieron a este control soviético excesivo. Sin embargo, poco podían hacer para cambiar el statu quo existente.
El 18 de enero, el RTRP se trasladó de Lublin a Varsovia.
Del 30 de enero al 2 de febrero, los jefes de gobierno de la Unión Soviética, el Reino Unido y los Estados Unidos —Iósif Stalin, Winston Churchill, Franklin D. Roosevelt, respectivamente— asistieron a las discusiones preliminares sobre la Conferencia de Yalta en Malta.
Del 4 de febrero al 12 de febrero, los jefes de gobierno de los Estados Unidos, el Reino Unido y la Unión Soviética asistieron a la Conferencia de Yalta en Crimea.  En Yalta, se desarrolló la siguiente "Declaración conjunta aliada sobre Polonia":
Los tres jefes de gobierno consideran que la frontera oriental de Polonia debe seguir la línea Curzon, con desviaciones de ella en algunas regiones de cinco a ocho kilómetros a favor de Polonia. Reconocen que Polonia debe recibir una gran cantidad de accesiones de territorio en el norte y el oeste. Consideran que debería recabarse la opinión del nuevo Gobierno Provisional de Unidad Nacional de Polonia a su debido tiempo sobre el alcance de estas adhesiones, y que la delimitación final de la frontera occidental de Polonia debería esperar a partir de entonces a la Conferencia de Paz. 
El 7 de febrero, Churchill documentó la siguiente discusión mientras estaba en Yalta:

¿Cuán pronto, preguntó el presidente, será posible realizar elecciones?

"Dentro de un mes", respondió Stalin, "a menos que haya alguna catástrofe en el frente, lo cual es improbable".

"Dije que, por supuesto, esto tranquilizaría nuestras mentes y que podríamos apoyar de todo corazón a un gobierno libremente elegido que reemplazaría a todo lo demás, pero no debemos pedir nada que obstaculice de alguna manera las operaciones militares".

El 23 de abril, el diplomático soviético Viacheslav Mólotov se encontraba en Washington D. C. El presidente Harry S. Truman y el Departamento de Estado de los Estados Unidos pidieron a Molotov un compromiso sobre la "cuestión polaca". El mismo día, el primer ministro Edward Osóbka-Morawski de la RTRP anunció lo siguiente en una conferencia de prensa:
Necesitamos personas que estén de acuerdo con nuestra política exterior y con nuestras reformas sociales. Solo un gobierno así puede hacer su trabajo correctamente. Necesitamos la colaboración de hombres que acepten las decisiones de Yalta, no solo formalmente, sino de hecho. Estamos haciendo todo lo posible por contactar a esas personas. Lo que no queremos son fascistas...

### Sustitución del Gobierno Provisional
El 28 de junio de 1945, el Gobierno Provisional de la República de Polonia (Rząd Tymczasowy Rzeczypospolitej Polskiej) se transformó en el Gobierno Provisional de Unidad Nacional más parecido a una coalición (Tymczasowy Rząd Jedności Narodowej) Esto fue prometido por Stalin en Yalta y lo hizo como gesto de buena voluntad hacia los aliados occidentales y el gobierno polaco en el exilio en Londres.